# Золтан Шенкер
Золтан Шенкер (мађ. Ozoray Schenker Zoltán) је био мађарски мачевалац, олимпијац, чије су специјалности биле сабља и флорет. Шенкер је учествовао на три олимпијаде  и на две од њих је освојио три олимпијске медаље.

## Биографија
Шенкер, јевреј пореклом, је рођен у Варадсентмартону, Мађарска (сада Санмартин, округ Бихор, Румунија).
Шенкер је наступио на три олимпијаде, освојивши три медаље. На Летњим олимпијским играма 1912. у Стокхолму у доби од 31 године, Шенкер је освојио златну медаљу у сабљи екипно, а освојио је четврто место у сабљи појединачно. У флорету  појединачно, елиминисан је у полуфиналу.
На Летњим олимпијским играма 1924. у Паризу са 43 године освојио је бронзану медаљу у флорету екипно и сребрну у сабљи екипно. У појединачним дисциплинама, Шенкер је био четврти у сабљи појединачно и елиминисан је у првој рунди у флорету појединачно.
Шенкер се такође такмичио у флорету појединачно на Летњим олимпијским играма 1928. у Амстердаму са 47 година, где је стигао до полуфинала, али је изгубио од сународника, Јаноша Гараја.
Шенкер је такође био аутор књиге о мачевању. Написао је књигу „Савремено мађарско мачевање” (Sport Lap- és Könyvkiadó, 1956), Säbelflechten (Corvina, 1961) и коаутор је Szermierka na szable са Адамом Папееом и Тадеусом Фридрихом (Спорт и Туристика, 1962).
Умро је у Будимпешти, у Мађарској, 1966. године.  Сахрањен је на гробљу Фаркашрети.